# Susanne Thorson

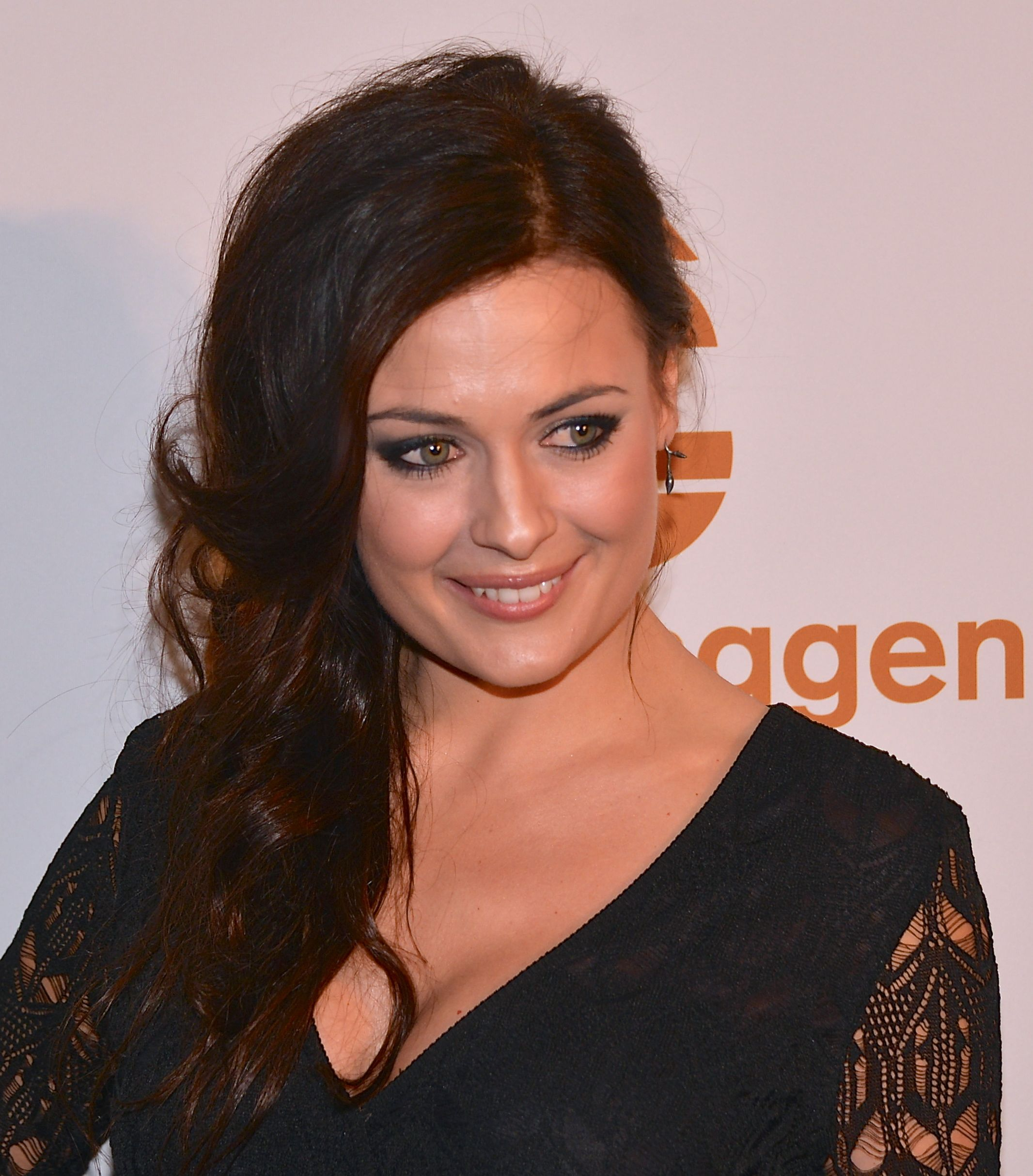
Susanne Thorson (2013)

Mirjam Susanne Thorson (* 12. Juni 1981 in Stockholm, Schweden) ist eine schwedische Schauspielerin.

## Leben
Susanne Thorson studierte von 2001 bis 2002 Schauspiel an der Calle Flygare Teaterskola in ihrer Heimatstadt Stockholm. Anschließend arbeitete sie mehrere Jahre an mehreren schwedischen Theatern, bevor sie ab 2007 regelmäßig in Film- und Fernsehproduktionen zu sehen war. Im deutschsprachigen Raum ist sie vor allen Dingen in kleineren Nebenrollen in Fernsehserien wie Kommissar Beck – Die neuen Fälle und Der Kommissar und das Meer zu sehen gewesen.

## Filmografie (Auswahl)
- 2007: Kommissar Beck – Die neuen Fälle (Beck, Fernsehserie, eine Folge)
- 2009: Verdict Revised – Unschuldig verurteilt (Oskyldigt dömd, Fernsehserie, eine Folge)
- 2010: Der Kommissar und das Meer: Der Tod kam am Nachmittag
- 2010: Im Weltraum gibt es keine Gefühle (I rymden finns inga känslor)
- 2012: Once Upon a Time in Phuket (En gang i Phuket)
- 2013: Maria Wern, Kripo Gotland: Stille Wasser (Maria Wern: Drömmen förde dig vilse)
- 2015: Master Plan – Der perfekte Coup (Jönssonligan – Den perfekta stöten)
- 2019: Die Tage, an denen die Blumen blühen (De dagar som blommorna blommar)